# Hengst (Wallanlage)
Der Hengst ist eine Wallburg auf der Halbinsel Jasmund in der Stubnitz im Nordosten der Insel Rügen.

## Lage und Beschreibung
Zwischen der sogenannten Piratenschlucht und der tief eingeschnittenen Mündung des Lenzer Baches springt der Hengst als weißer Kreiderücken aus der Steilküste hervor. Die obere Fläche dieses Vorsprunges wird in einer Länge von 90 Metern durch einen 5–6 Meter hohen Wall bogenförmig umschlossen, den man im Volksmund den Sattel nennt. Durch sein charakteristisches Erscheinungsbild wird der Ufervorsprung auch als Sattel auf dem Hengst bezeichnet. In seiner Gestalt weist der Hengst Ähnlichkeiten zur Befestigungsanlage von Arkona auf. Wie an der Tempelburg Arkona ist auch hier davon auszugehen, dass über die Jahrhunderte große Teile der ehemals vorhandenen Wallinnenfläche dem fortwährenden Küstenabbruch zum Opfer gefallen sind. Im Westen, fast mittig, befindet sich ein Einschnitt im Wall, welcher den ursprünglichen Zugang zum Inneren darzustellen scheint. Im Norden und Osten des Walls befinden sich große Gruben, die Reste eines zugeschütteten Walles darstellen könnten. Von der Wallöffnung führt ein niedriger Vorwall mit westlich vorgelagertem Graben nördlich hinab zum Lenzer Bach. Zwei weitere Zugänge befinden sich am nördlichen und südlichen Ende des Walls, durch welche ehemals der Uferweg zur Stubbenkammer führte. Aufgrund neuer Uferabbrüche an der Südseite verläuft der Weg nun westlich am Fuße des Walles um die Anlage herum.

## Geschichte

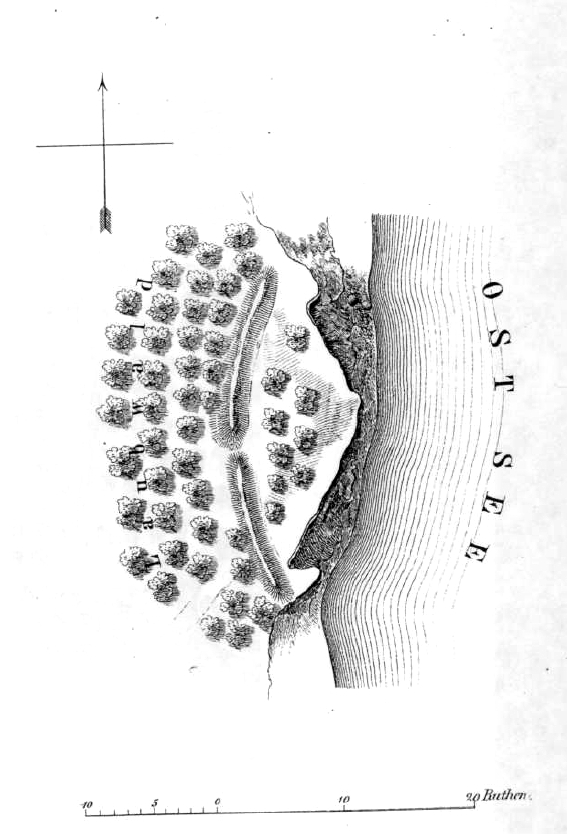
Sattel auf dem Hengst, 1868

Grümbke, wie auch Haas, sehen in der Anlage eine befestigte Warte (castrum speculatorium), von welcher aus die umliegenden Gewässer beobachtet wurden. Aufgrund der genannten Ähnlichkeiten zur Tempelburg auf Arkona wird durch Lisch im Hengst der altwendische Tempelort des in der Knytlinga Saga erwähnten Slawengottes Pizamar angenommen. Die auf dem Hengst 1868 gefundenen Scherben- und Knochenfunde legen anhand der Beschaffenheit eine Datierung bis zurück an die Steinzeit nahe. Im Vergleich zu zahlreichen anderen wendischen Funden können anderer Meinung nach die genannten Scherben dagegen auch der slawischen Epoche zugeordnet werden. Bei archäologischen Untersuchungen 1941 wurden nach aktuellem Wissensstand Keramik mit typischen Verzierungsmustern des Neolithikums, Scherben von doppelkonischen Gefäßen der jüngeren Bronzezeit und Fragmente einer Schale mit eingezogenem Boden der vorrömischen Eisenzeit gefunden.
Die Herkunft des Namens ist ungeklärt, jedoch vermutet Haas aufgrund ähnlicher bildlicher Überlieferungen eine Beziehung zu dem auf Mönchgut gelegenen Nord- und Südperd (Perd = Pferd), sowie zu einem ehemals an der Nordspitze Helgolands gelegenen Fels mit Namen „Hengst“. Zur Herkunft des Namens „Hengst“ verweist Schmidt auf den legendären Hengest (oder Hengist), einer Person aus dem altenglischen Beowulf-Epos und späteren Anführer der Angelsachsen, die Mitte des 5. Jahrhunderts nach Britannien übersiedelten.
Aufgrund der Datierung der auf dem Schlossberg (Werder) und dem Hengst analysierten Funde, aber auch der in diesem Gebiet der Stubnitz zahlreich vorhandenen Bodendenkmäler in Form von Hügel- und Großsteingräbern, wird nach gegenwärtiger Ansicht eine in der Bronzezeit ehemals vorhandene Siedlungskammer vermutet. An strategisch gut geeigneten Positionen riegelten der Schlossberg (Werder) am Steinbach, wie auch der Hengst am Lenzer Bach, zwei Zugänge zur nordwestlich gelegenen, 1,5 km² großen Hochfläche Colzow und Broiken ab. Beide Positionen können so einen Hinweis auf über die Ostsee kommende, seeseitige Gefahren jener Zeit geben. Ähnlich dem Schlosswall bei Ralswiek lässt sich zusammenfassend eine über Epochen wiederkehrende, starke Siedlungskonzentration im besagten Gebiet erkennen.

## Volkstümliche Überlieferung
Südwärts zwischen dem Hengst und der Bläse liegt eine weite, sanft abgedachte Uferschlucht, die im Volksmund „die Piratenschlucht“ genannt wird. Hier soll Störtebeker einst gelebt haben. Der nördlich des Hengst mündende Lenzer Bach soll damals noch schiffbar gewesen sein, sodass die Seeräuberschiffe nicht draußen am offenen Strande zu ankern brauchten.

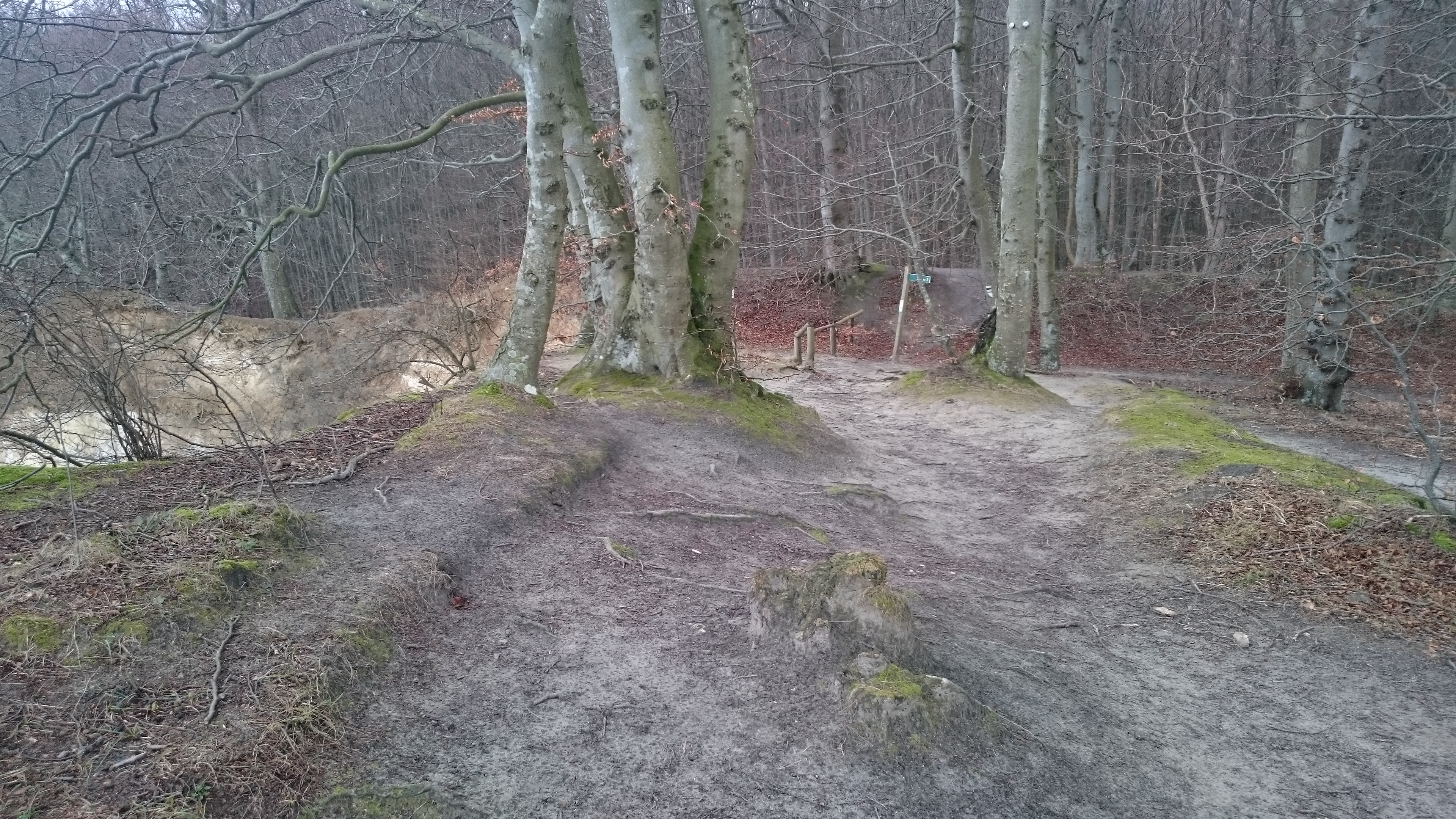
Blick vom Wall in südliche Richtung zur Uferbruchkante, an welcher der ehemalige Uferweg in den Wall führte, nun jedoch abgestürzt ist, 2015
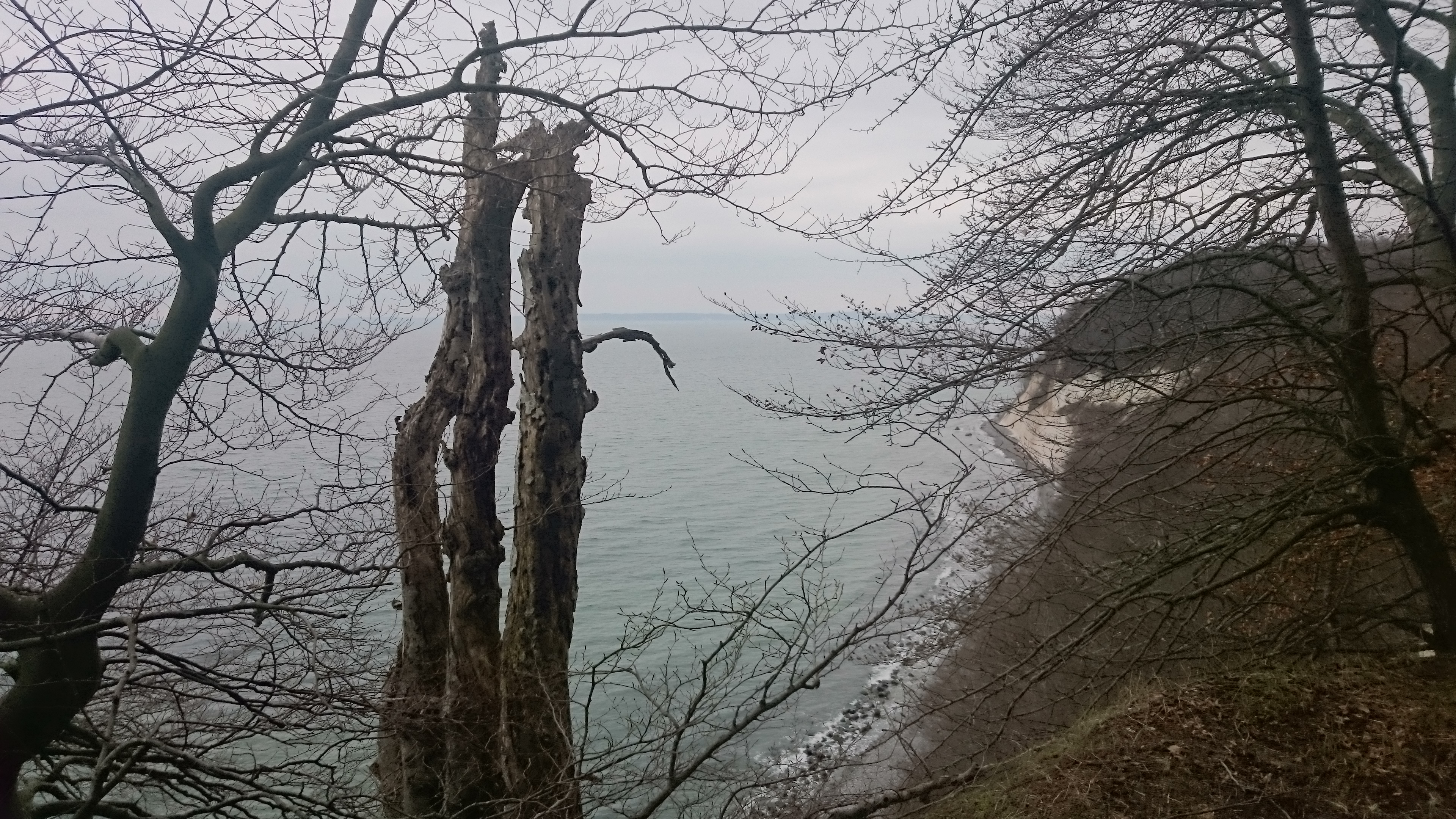
Blick vom Hengst südöstlich über die Prorer Wiek zur Granitz, 2015
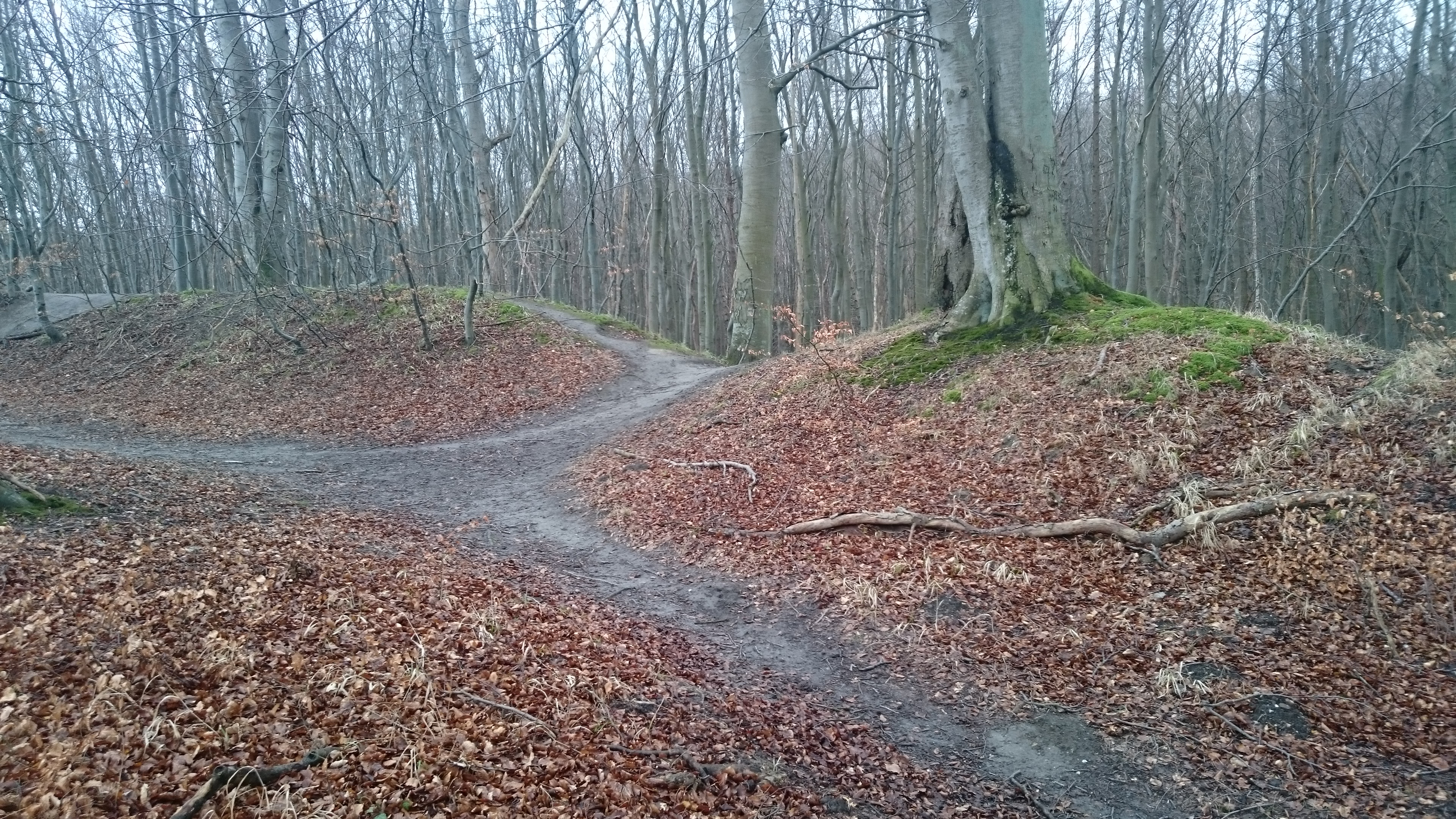
Blick südlich auf den mittigen Hauptausgang des Walls aus nördlicher Richtung, 2015
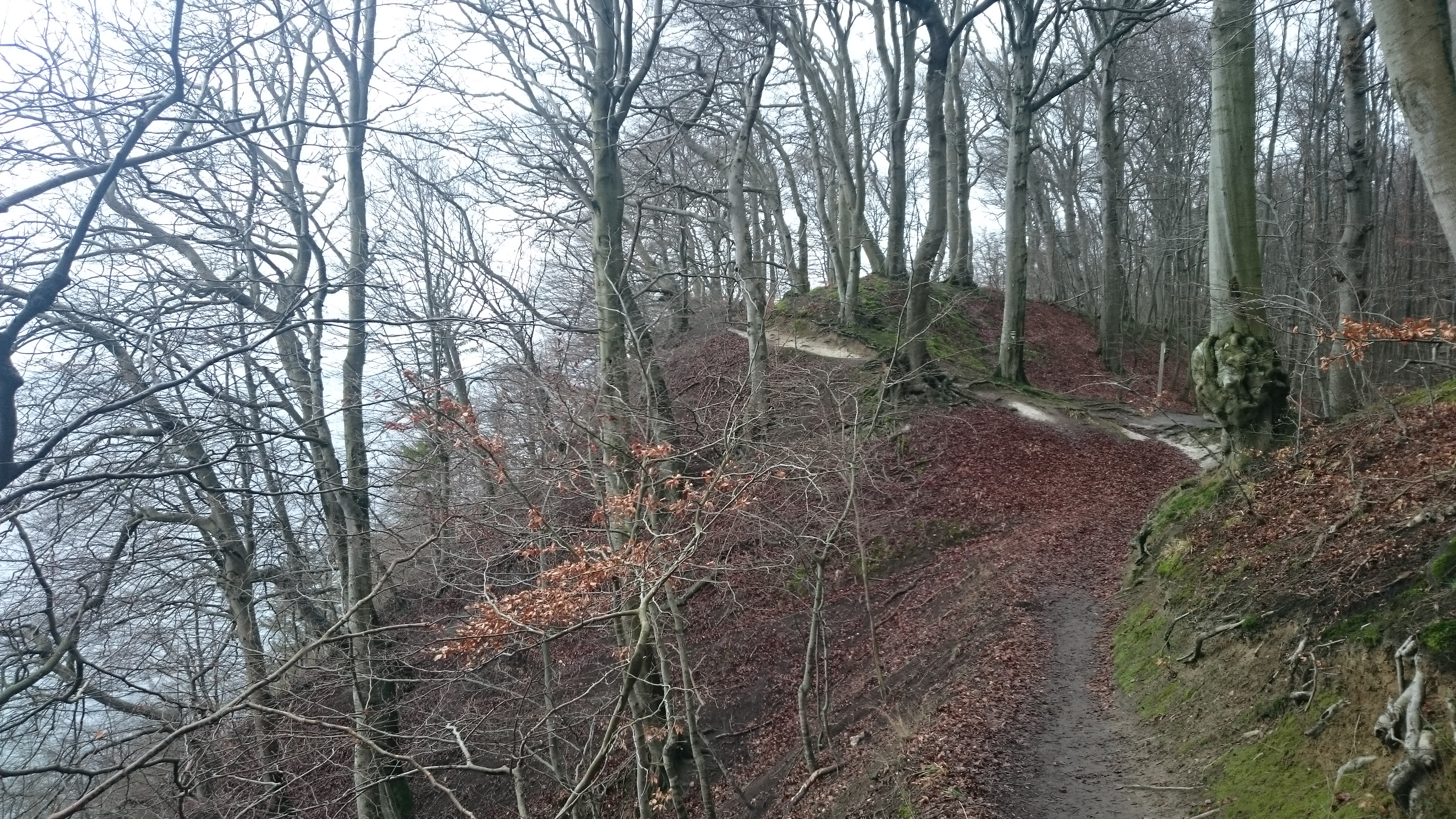
Blick auf den Wall aus nördlicher Position in südliche Richtung, 2015
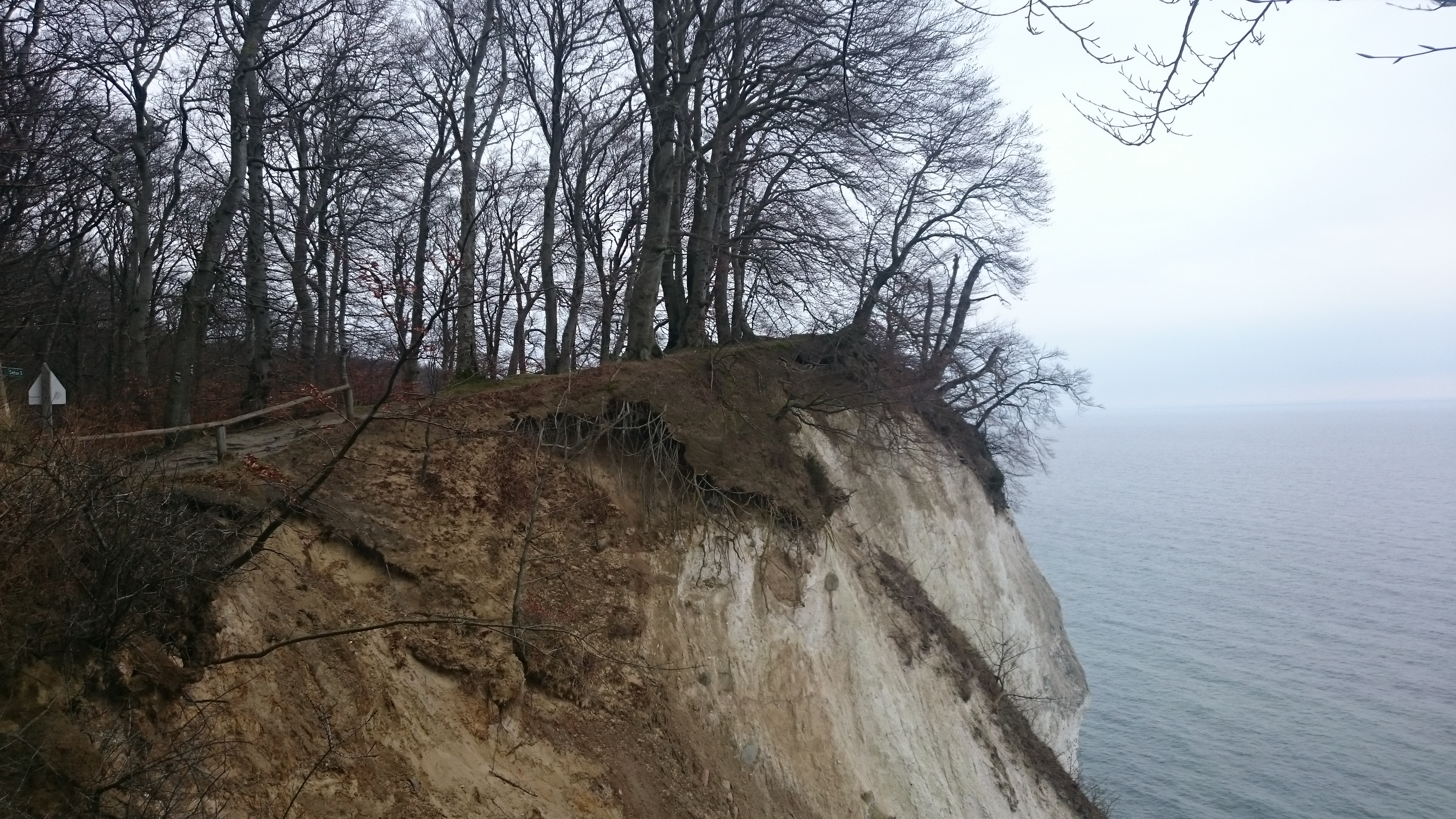
Blick von der südlich des Walls abgebrochenen Uferkante auf das namensgebende Kreiderelief des Sattel auf dem Hengst, 2015